# Manifeste aux intellectuels espagnols
Le Manifeste aux intellectuels espagnols est un manifeste de soutien au géneral Franco et aux intellectuels espagnols franquistes, paru dans la revue franco-espagnole Occident, dans le numéro 4 daté du 10 décembre 1937, en pleine guerre civile espagnole (1936-1939). Il fut signé par des intellectuels de divers courants de la droite française : conservateurs, maurrassiens ou admirateurs du fascisme. 

## Contexte
La guerre d'Espagne débute en juillet 1936 par le coup d'État d'une partie de l'armée contre le gouvernement républicain du Frente Popular, coup d'État dont l'échec partiel donne lieu à une guerre civile qui dure trois années, entre franquistes du général Franco et républicains. 
La revue Occident, bimensuel franco-espagnol créée au début de 1937 par le Catalan Joan Estelrich, a également créé un Comité intellectuel d’amitié entre la France et l'Espagne, ainsi que le Bureau de propagande et de presse destiné à soutenir le gouvernement franquiste installé à Burgos. 
En décembre 1936, une Déclaration des intellectuels républicains au sujet des événements d'Espagne soutenant les républicains espagnols est signée par des intellectuels français et, en juillet 1937, le deuxième congrès international des écrivains pour la défense de la culture, favorable aux républicains espagnols, organisé dans plusieurs villes espagnoles, s'est achevé à Paris,. Le Manifeste aux intellectuels espagnols est signé en réaction à ces initiatives, la droite nationaliste française voulant aussi revendiquer son combat pour la « culture ». Mais le thème mobilisateur parmi la diversité des signataires est l'anticommunisme et, à ce titre, un soutien à Franco. Le texte est diffusé par le Comité intellectuel d'amitié entre la France et l'Espagne.

## Texte du manifeste
« Beaucoup d'intellectuels français désirent que l'occasion leur soit fournie d'exprimer à leurs confrères espagnols, si éprouvés par les événements actuels, leur chaleureuse sympathie. 
Tous ceux qui admirent la glorieuse Espagne, tous ceux qui se rendent compte de la magnifique contribution [...] qu'elle a apportée à la civilisation, tous ceux qui déplorent l'affreux cataclysme [...], tous ceux qui désirent la fin des divisions actuelles et le rétablissement d'un ordre fondé sur la morale et sur le respect des notions de liberté, d'autorité et de propriété, se joindront à nous. [...] 
Nous nous plaçons au-dessus de toute politique. Nous croyons qu'il n'y a pas de Français ni d'Espagnols dignes de ce nom, qui ne soient d'accord sur les principes suivants : la fraternité des classes et non pas leur haine réciproque, la liberté des personnes, la justice sociale, l'indépendance vis-à-vis de tout parti ou de toute secte dont le siège est à l'étranger, la garantie absolue du territoire national, continental, colonial ou insulaire, la défense contre toute immixtion extérieure, sous prétexte d'idéologie, dans les affaires du pays. [...]. 
En ces heures douloureuses, nous, Français, ne saurions oublier tous les liens de race, de tradition et de culture, qui nous attachent à notre sœur latine. [...] En conséquence, nous ne pouvons faire autrement que de souhaiter le triomphe, en Espagne, de ce qui représente actuellement la civilisation contre la barbarie, l'ordre et la justice contre la violence, la tradition contre la destruction, les garanties de la personne contre l'arbitraire. Nous saluons donc les hommes [qui] représentent si dignement l'intelligence et la culture de leur pays. Nous leur tendons la main et affirmons notre solidarité avec eux. Nous nous opposons à toutes les divisions qu'une idéologie néfaste voudrait créer entre nous. [...] ».

## Signataires
Des quotidiens parisiens publient la totalité ou une partie du manifeste et la liste des premiers signataires, tels le Journal des débats, L'Action française, L'Écho de Paris, Le Figaro, Le Jour et La Croix, plus tardivement. Des journaux de province et d'Algérie le publient aussi, avant même les journaux parisiens. Les signatures s’échelonnent sur plusieurs mois dans la revue Occident. 
L'hispaniste Maurice Legendre, directeur adjoint de la Casa de Velázquez (alors fermée), reçoit les signatures. Les quotidiens Le Temps et Excelsior, qui publient aussi le manifeste, attribuent sa paternité à Paul Claudel, au docteur Charles Richet et à Legendre,. Claudel fut en effet le principal rédacteur du manifeste. Il préside le Comité intellectuel de l'amitié entre la France et l'Espagne, Richet est son vice-président et Legendre son secrétaire,. 
Parmi les signataires, on trouve des Académiciens : Louis Bertrand, Abel Bonnard,, Henry Bordeaux,,, Georges Goyau, Abel Hermant, amiral Lucien Lacaze, Louis Madelin, général Maxime Weygand. Des membres de l'Institut : Jacques Bardoux, Jacques-Émile Blanche, Georges Claude, Maurice Denis, Jean-Louis Faure, Henri Le Riche. Des hommes de lettres : Henri Béraud, Gaëtan Bernoville, Jacques Boulenger, Paul Chack, Paul Claudel,, Pierre Drieu La Rochelle,, Ramon Fernandez,, Francis Jammes, Henri Ghéon, Max Jacob, René Johannet, Xavier de Magallon, Camille Mauclair, Mario Meunier, Henri Pourrat, etc. Une femme de lettres : Henriette Charasson (épouse de Johannet). Des directeurs de journaux, parfois hommes de lettres : Léon Daudet, et Charles Maurras de L'Action française, Pierre Gaxotte, de Je suis partout, Léon Bailby, directeur du Jour, Alfred Fabre-Luce, Henri Massis, de la Revue universelle. Des universitaires : Jacques Chevalier, Louis Le Fur, Bernard Faÿ. Des hommes politiques : Philippe Henriot, Jean Chiappe, Henry Lémery, Henri de Kérillis (également journaliste), Édouard Soulier, François-Charles d'Harcourt. Des médecins : Charles Richet, Émile Sergent, Jean Lhermitte, etc. Un compositeur et chef d'orchestre : Igor Stravinsky. Des diplomates : comte de Saint-Aulaire, Emmanuel de Peretti de La Rocca. D'autres personnalités comme l'amiral Charles Joubert.
Paul Claudel lancera un appel aux intellectuels catholiques pour obtenir leur soutien, leur demandant de « dégainer leur âme » pour empêcher l'installation d'une « jolie petite république soviétique au revers des Pyrénées ». Mais un certain nombre d'entre eux ne signeront pas, certains comme Georges Bernanos ou François Mauriac choisissant le camp républicain.
L'Historien Jean-François Sirinelli souligne que les premiers signataires ne sont que 42 : ce manifeste a attiré moins de signatures que le manifeste des intellectuels français pour la défense de l'Occident et la paix en Europe de 1935 même si d'autres noms se sont ajoutés aux signataires originels. 
Paul Claudel affirme dans une lettre à Wladimir d'Ormesson en octobre 1937 que le refus de l'intervention étrangère contenu dans le manifeste vise aussi bien l'URSS communiste que l'Allemagne nazie et l'Italie fasciste, non sans malhonnêteté de sa part.

## Réactions
En Espagne, des journaux franquistes reproduisent le manifeste. 
Thierry Maulnier commente très favorablement le texte dans la revue maurrassienne la Revue universelle en 1938, notant qu'il prend implicitement le parti des franquistes et se réjouissant que « des hommes aussi éloignés de toute opinion ou de toute action politique "fasciste" que MM. Claudel, Maurice Denis ou Igor Strawinsky (sic) aient cru devoir affirmer ouvertement leur confiance dans l'Espagne nationaliste (...) (unissant) leurs signatures à celles de MM. Léon Daudet, Abel Bonnard ou Henri Massis ». 
À l'inverse, la revue de gauche Commune, dans laquelle a été publiée en décembre 1936 la Déclaration des intellectuels républicains au sujet des événements d'Espagne, souligne que le manifeste a été rédigé « en termes volontairement ambigus destinés à créer la confusion et donner le change, mais dont l'hypocrisie même prouve la mauvaise foi des rédacteurs, leur mauvaise conscience au service d'une mauvaise cause ». De même, André Gide critique le manifeste dans La Flèche de Paris, le périodique de Gaston Bergery.
Plusieurs des signataires figurent l'année suivante au comité d'honneur, présidé par Claudel, et au comité d'action, présidé par Faÿ, de l'Association pour la restauration des sanctuaires, hôpitaux et orphelinats d'Espagne.